# Maš'en
Maš'en (hebrejsky מַשְׁעֵן, v oficiálním přepisu do angličtiny Mash'en) je vesnice typu mošav v Izraeli, v Jižním distriktu, v Oblastní radě Chof Aškelon.

## Geografie
Leží v nadmořské výšce 49 metrů v pobřežní nížině, v regionu Šefela.
Obec se nachází 6 kilometrů od břehu Středozemního moře, cca 47 kilometrů jihojihozápadně od centra Tel Avivu, cca 58 kilometrů jihozápadně od historického jádra Jeruzalému a 5 kilometrů východně od města Aškelon. Maš'en obývají Židé, přičemž osídlení v tomto regionu je etnicky převážně židovské.
Maš'en je na dopravní síť napojen pomocí dálnice číslo 35.

## Dějiny
Maš'en byl založen v roce 1950. Zakladateli mošavu byli Židé z Jemenu. V obci funguje základní škola, zdravotní středisko, obchod a sportovní areály.
Vesnice je pojmenována podle biblického citátu z Knihy Izajáš 3,1: „Hle, Pán, Hospodin zástupů, již odnímá Jeruzalému a Judsku oporu i podpěru, všechnu oporu chleba i všechnu oporu vody“

## Demografie
Podle údajů z roku 2014 tvořili naprostou většinu obyvatel v Maš'en Židé (včetně statistické kategorie "ostatní", která zahrnuje nearabské obyvatele židovského původu ale bez formální příslušnosti k židovskému náboženství).
Jde o menší obec vesnického typu s dlouhodobě rostoucí populací. K 31. prosinci 2014 zde žilo 1001 lidí. Během roku 2014 populace stoupla o 0,7 %.
| Rok            | 1961 | 1972 | 1983 | 1995 | 2001 | 2003 | 2004 | 2005 | 2006 | 2007 | 2008 | 2009 | 2010 | 2011 | 2012 | 2013 | 2014 |
| -------------- | ---- | ---- | ---- | ---- | ---- | ---- | ---- | ---- | ---- | ---- | ---- | ---- | ---- | ---- | ---- | ---- | ---- |
| Počet obyvatel | 554  | 741  | 640  | 633  | 632  | 653  | 651  | 670  | 705  | 708  | 741  | 863  | 907  | 934  | 945  | 994  | 1001 |